# Agelenopsis aperta
Agelenopsis aperta is een spinnensoort in de taxonomische indeling van de trechterspinnen (Agelenidae).
Het dier behoort tot het geslacht Agelenopsis. De wetenschappelijke naam van de soort werd voor het eerst geldig gepubliceerd in 1934 door Willis J. Gertsch.
De spin komt voor in droge gebieden in het zuidwesten van de Verenigde Staten en in Mexico.